# Elisabeth Knipping

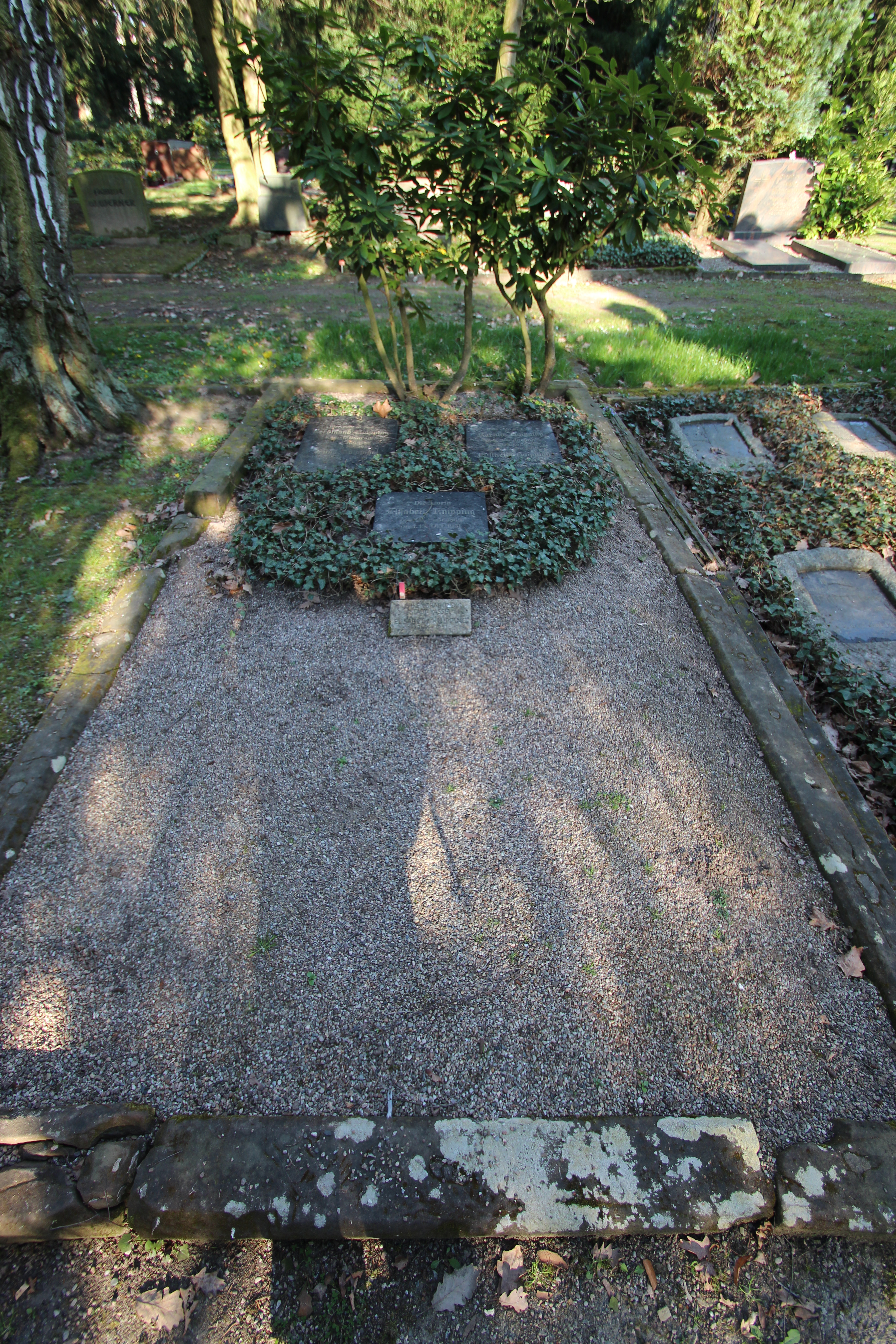
Ehrengrab auf dem Hauptfriedhof Kassel

Elisabeth Knipping (* 26. September 1869 in Marburg; † 19. Oktober 1951 in Kassel) war eine deutsche Pädagogin und Frauenrechtlerin.

## Leben
Elisabeth Knipping wurde 1869 als Tochter einer gutbürgerlichen, evangelischen Familie in Marburg an der Lahn geboren. Ihr Vater war der königliche Baurat Johann Georg Ferdinand Knipping, ihre Mutter Marie Albertine Marianne Rosalie Knipping, geb. Wiederhold. Sie hatte zwei Geschwister; mit ihrer Schwester Anna lebte sie später in Kassel zusammen.
Elisabeth Knipping absolvierte nach dem Volksschulbesuch Handelsschulkurse und arbeitete für einige Jahre als Sekretärin im Büro ihres Vaters. Nach mehreren Ortswechseln mit ihrer Familie kam sie nach Kassel. Im Alter von 31 Jahren trat sie dort 1900 die Stelle als Schulsekretärin „an den vom Frauenbildungsverein geleiteten Schulanstalten“ an. Der Casseler Frauenbildungsverein wurde in Knippings Geburtsjahr 1869 von Marie Calm gegründet und richtete 1870 eine Fachschule für Mädchen in der Stadt Kassel ein. Diese Schulanstalt bestand aus einer Hauswirtschafts- und Handelsschule, später mit angeschlossener Lehrerinnenbildungsanstalt, an der Hauswirtschafts-, Handarbeits- und Turnlehrerinnen ausgebildet wurden. Knipping wurde Mitarbeiterin der späteren Vereinsvorsitzenden Auguste Förster (1848–1926). Diese wurde bald zu Elisabeth Knippings Mentorin und ermutigte sie, an Kursen zur Weiterbildung in pädagogischen und fachlichen Bereichen teilzunehmen. Die dort erworbenen Fähigkeiten ermöglichten ihr die darauf folgende pädagogische Laufbahn. 
Elisabeth Knipping war niemals verheiratet. 1951 wurde sie, kurz vor ihrem Tod, Ehrenbürgerin der Stadt Kassel. Sie starb 1951 in Kassel und liegt auf dem Kasseler Hauptfriedhof neben ihren Eltern begraben. Ihr Grab ist ein Ehrengrab der Stadt Kassel.

## Pädagogisches und politisches Wirken
Elisabeth Knipping wurde durch ihre Weiterbildungen zunächst Gewerbelehrerin und übernahm bereits 1904 die Leitung der Handelsschule. Ab 1912 wurde sie Försters Nachfolgerin in der Leitung aller bis dahin bestehenden „Gewerbe- und Handelsschulen des Frauen- und Bildungsvereins“, die sich unter ihrer Führung zu gefragten und deutschlandweit anerkannten Ausbildungsstätten für kaufmännische, hauswirtschaftliche und gewerbliche Berufe entwickelten. Auch nach der Übernahme der Bildungseinrichtung durch die Stadt Kassel im Jahre 1920 behielt sie die Leitung. In der Weimarer Republik war Elisabeth Knipping darüber hinaus politisch aktiv, sie engagierte sich in der Deutschen Demokratischen Partei (DDP). Bei den ersten Wahlen zur Stadtverordnetenversammlung im Jahr 1919, an denen Frauen teilnehmen konnten, kandidierte sie für die liberale Partei. Da sie nur auf einen hinteren Listenplatz aufgestellt worden war, konnte sie anders als drei ihrer Parteikolleginnen nicht in das Stadtparlament einziehen.
Im Jahre 1933 wurde Elisabeth Knipping aus gesundheitlichen Gründen pensioniert. Eine weitere politische oder pädagogische Tätigkeit war ihr danach aus gesundheitlichen und politischen Gründen nicht mehr möglich. Die Schule wurde schließlich gleichgeschaltet und der Unterricht im Jahr 1944 kriegsbedingt eingestellt.

## Elisabeth-Knipping-Schule

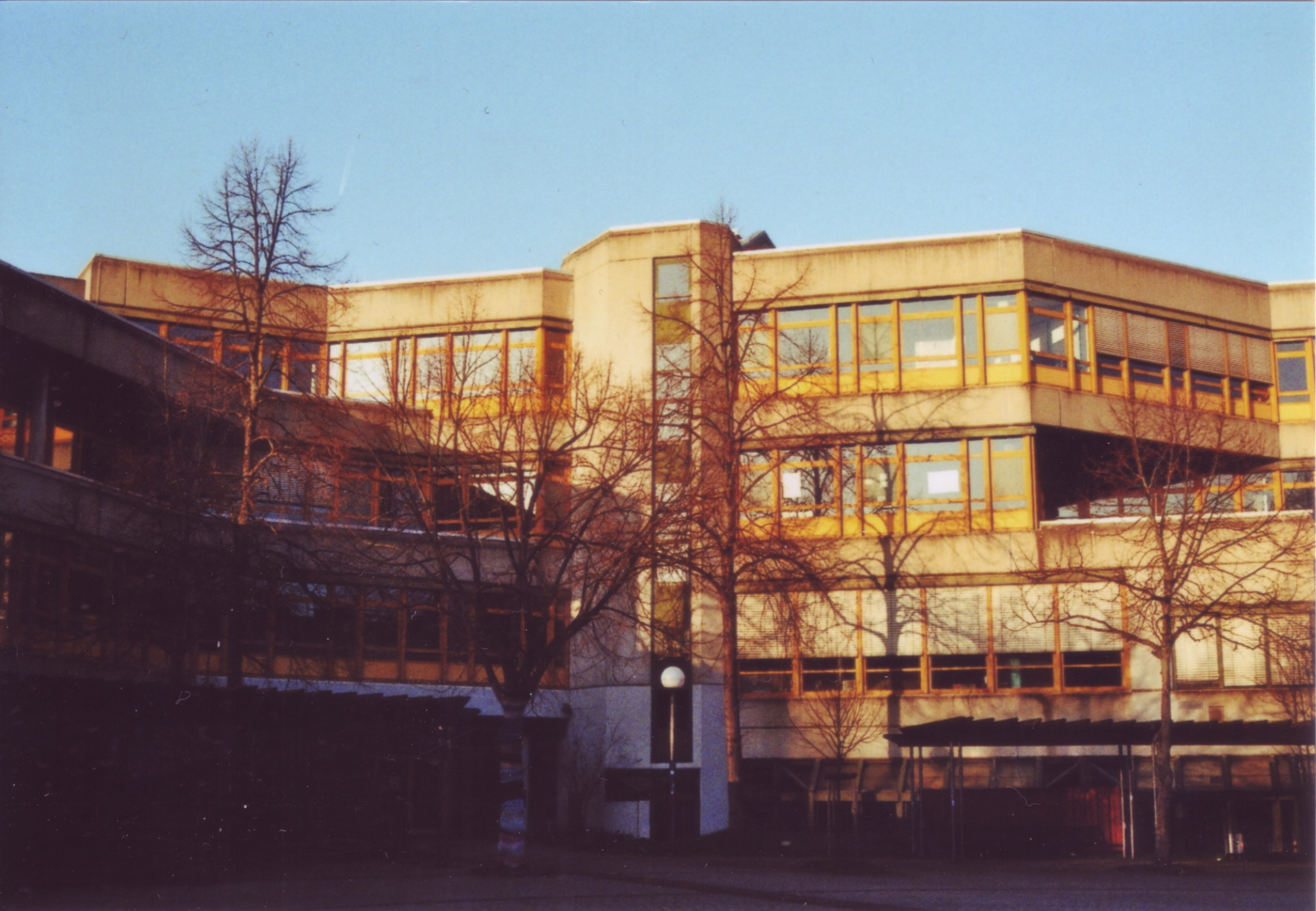
Das Schulgebäude der EKS an der Mombachstraße

Nach dem Zweiten Weltkrieg wurde der Schulbetrieb neu aufgenommen. Im Jahre 1956 beschloss die Stadt Kassel, die Bildungseinrichtung in „Elisabeth-Knipping-Schule – Hauswirtschaftliche Berufsfachschule und Frauenfachschule der Stadt Kassel“ umzubenennen.
Im Jahr 1972 erfolgte die Einrichtung eines Beruflichen Gymnasiums mit dem Schwerpunkt Ernährung und Hauswirtschaft. 1982 wurde die erweiterte Elisabeth-Knipping-Schule am neuen Standort Mombachstraße 14 in Kassel eingerichtet. Die Elisabeth-Knipping-Schule ist ein berufsbildendes Gymnasium mit naturwissenschaftlichem Schwerpunkt; sie verfügt über die Zweige Ernährungslehre, Pädagogik (heute Erziehungswissenschaften), Biologietechnik und Chemietechnik. Nach dem Abitur kann bei Wahl der beiden letztgenannten Abiturfächer innerhalb eines Jahres ein Abschluss als biologisch-technischer oder chemisch-technischer Assistent erworben werden.

### Bekannte Schüler
- Benjamin P. Lange (* 1978), deutscher Psychologe und Kommunikationswissenschaftler
- Nils Seethaler (* 1981), deutscher Kulturanthropologe
- Brigitte Zypries (* 1953), deutsche Politikerin (SPD)[6]